# Viviana Saavedra
Viviana Saavedra del Castillo (Tarija, Bolivia) es una comunicadora, productora y directora de cine boliviana. Egresada de la Universidad Mayor de San Andrés

## Biografía
Saavedra es creadora de uno de los eventos más importantes como es el Bolivia Lab, un laboratorio de cine a nivel iberoamericano y de una nueva plataforma de formación denominada Alma. Actualmente es docente de la carrera de cine y producción audiovisual en la Universidad Mayor de San Andrés desde el 2018.

## Carrera Cinematográfica
Su primer acercamiento con lo audiovisual fue al estudiar comunicación social en la Universidad Mayor de San Andrés, para luego dirigirse a Panamá y hacer un diplomado en creación cinematográfica. Se especializó en creación documental en Tepoztlán, México.
Participó en los equipos de producción que estaban a cargo de las películas Sena Quina y American Visa. Estuvo a cargo de la producción ejecutiva del documental ¿Por qué quebró Mc Donald´s?, con la dirección de Fernando Martínez, este documental muestra el triunfo de la comida boliviana sobre el sabor de lo ajeno, además participó del Festival de Cine de San Sebastián en España.
En 2009 se encargó de la producción ejecutiva junto a Adolfo López, del documental América tiene Alma estrenándose el 2009, teniendo como director a Carlos Azpúrua, este documental fue parte del programa Ibermedia. También fue productora ejecutiva junto a Floraddys Rodríguez en el documental Caracol, otros nosotros.
En el ámbito de la dirección cinematográfica, están: "Tras las huellas de un dinosaurio",  el documental revela un reencuentro con su niñez, el protagonista es su padre, quien le permitió conocer detalles de las investigaciones y aportes que realizó el paleontólogo en el sur del país.
Otro proyecto cinematográfico es la película: "Cuando los hombres quedan solos", que codirigió con Fernando Martínez, quien falleció en el tiempo de rodaje de la película, por esta razón Viviana asumió el papel de directora. La película fue reconocida por los Premios Maya como mejor película boliviana del 2020.

### Premios Artísticos
| Año  | Categoría                                | Película                        | Resultado |                         | Nota |
| 2020 | Mejor película boliviana 2019            | Cuando los hombres quedan solos | Ganador   | Productora /Codirectora |      |
| 2020 | Mejor película iberoamericana de ficción | Cuando los hombres quedan solos | Nominada  | Productora /Codirectora |      |

### Trayectoria Profesional
Viviana Saavedra, emprendedora, directora, productora de cine y audiovisual; comunicadora, consultora en industrias culturales, especialista en formación y gestora cultural. Actualmente dirige Bolivia Lab, una plataforma de formación iberoamericana del cine y la producción audiovisual en Bolivia, como también una nueva plataforma de formación denominada Alma. Actualmente es docente del programa de cine y producción audiovisual de la Universidad Mayor de San Andrés La Paz - Bolivia desde el 2018. Es gerente general de Producen Bolivia desde el año 2004- 2010, productora de cine y televisión. 
Es productora de películas, documentales y ficción: América Tiene Alma (coproducción Venezuela y Cuba), ¿Por qué quebró Mc Donalds? (Argentina, Venezuela), Cuando los hombres quedan solos (ficción en postproducción Colombia, Argentina y España). 
Realiza la selección de contenidos para Televisión (Radio Televisión Popular) desde enero del 2014 y Cine Teatro Municipal 6 de Agosto. 
Participó  como jurado en: Festiver (Colombia), Festival Tenemos que Ver (Uruguay), Fondo de Fomento (Colombia),  Festival Pachamama (Acre – Brasil). Ejerció el cargo como Consejera departamental de culturas, y miembro de la coordinadora Circula Cultura de la Red TelArtes.

#### Gestión Cultural
- 2020: Coordinadora Laboratorio 1 Media Lab.
- 2020: Docente del Programa de Cine y Producción Audiovisual de la Universidad Mayor de San Andrés.
- 2020: Jurado Festival Red de Televisoras Públicas Latinoamericanas.
- 2020: Jurado Fondo FOCUART.
- 2018: Directora de la dirección de Fomento a las Iniciativas Artísticas y Culturales.
- 2014: Docente Diplomado de cine Diakonia
- 2009 -2011: Directora I,II,III, VII Bolivia Lab (Laboratorio de proyectos cinematográficos).

### Filmografía

#### Directora
- 2019: Cuando los Hombres quedan Solos de Fernando Martínez, y co-dirección Viviana Saavedra
- 2017: Tras las huellas de un dinosaurio.
- 2017: El cine según segunda temporada en post producción

#### Productora
- 2015: ¨ Tras las huellas de un dinosaurio¨ de Viviana Saavedra y Daniel Moya.
- 2011 - 2013: Documental, "Copacabana" coproducción Bolivia – Brasil.
- 2010: "¿Por qué quebró Mc Donald´s?"
- 2009: América tiene Alma
- 2009: Caracol, otros nosotros